# Heger-Tor-Viertel

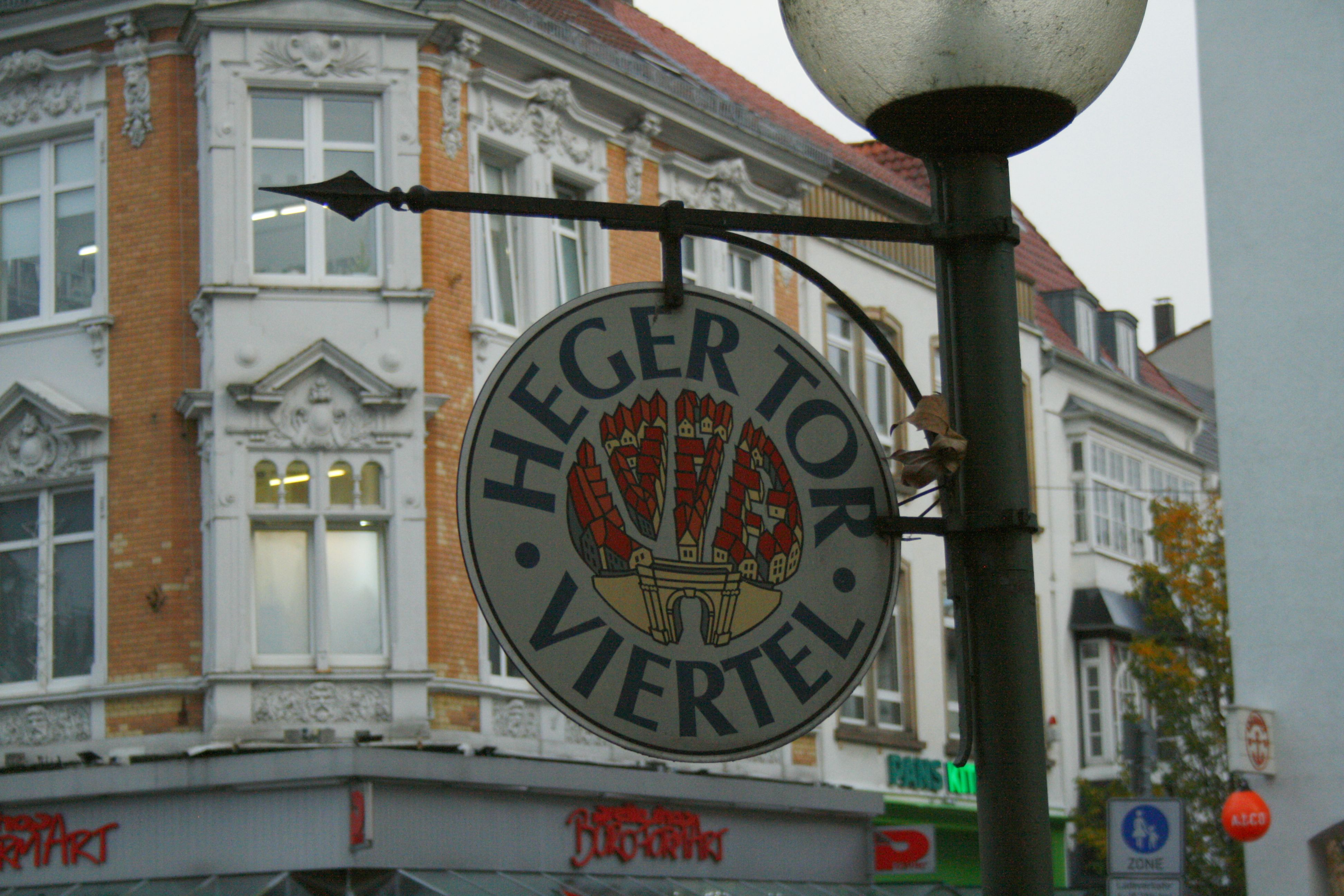
Schild an der Dielingerstraße weist auf den Eingang zum Heger-Tor-Viertel hin

Das Heger-Tor-Viertel ist ein Stadtviertel im Osnabrücker Stadtteil Innenstadt. Aufgrund seiner überwiegend mittelalterlichen und frühneuzeitlichen Bebauung ist es als das Kerngebiet der historischen Altstadt Osnabrücks bekannt, stellt jedoch lediglich einen Teilbereich von dieser dar. Auch ist es nicht der älteste Teil der Stadt; dies ist der Bereich der historischen Domburg rund um den Dom St. Peter. Benannt ist es nach dem lokal als Heger Tor bekannten Waterloo-Tor, welches seinen westlichen Eingang bildet. Das Viertel ist für seine Steinwerke und seine diversen Gaststätten und Kneipen bekannt. Es ist Teil der Osnabrücker Fußgängerzone.

## Lage

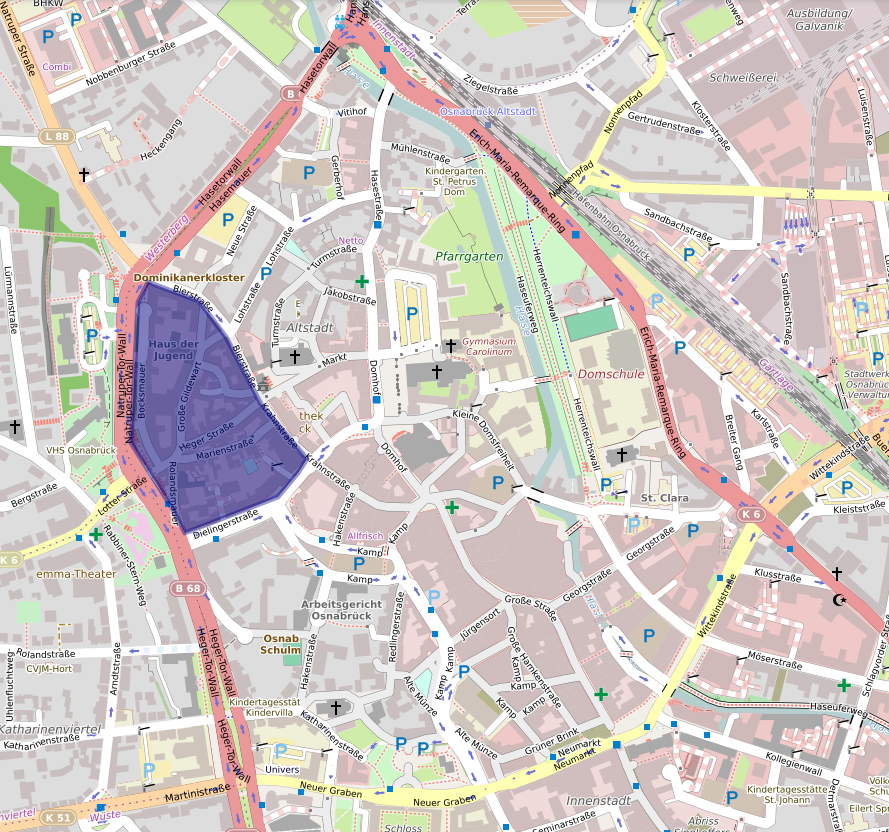
Lage des Heger-Tor-Viertels im Westen der Osnabrücker Altstadt

Das Quartier umfasst eine Fläche von rund 5,5 Hektar. Abgegrenzt wird es durch den Stadtring (Natruper-Tor-Wall und Heger-Tor-Wall) im Westen, den Straßenzug Bierstraße/Krahnstraße im Norden und Osten sowie durch die Dielingerstraße im Süden. Damit bildet das Heger-Tor-Viertel den äußersten westlichen Teil der Altstadt Osnabrücks, die sich vom Hasetor bis zum Neumarkt ausdehnt. Unmittelbar östlich liegt der Bereich rund um den historischen Marktplatz mit dem Rathaus des Westfälischen Friedens und der Marienkirche. Die vier engen Straßen Große und Kleine Gildewart sowie die Marien- und Heger Straße durchziehen das Viertel. Die Straßen Rolands- und Bocksmauer liegen an der westlichen Grenze des Quartiers und erinnern an die ehemals dort verlaufende Stadtbefestigung.
Das Quartier hat keine statistische oder administrative Bedeutung, da Osnabrück eine Untergliederung auf der Ebene von Stadtvierteln offiziell nicht kennt. Am ehesten entspricht es dem amtlichen Statistischen Bezirk 011, der jedoch noch einen Bereich südlich der Dielingerstraße mit einschließt.

## Geschichte

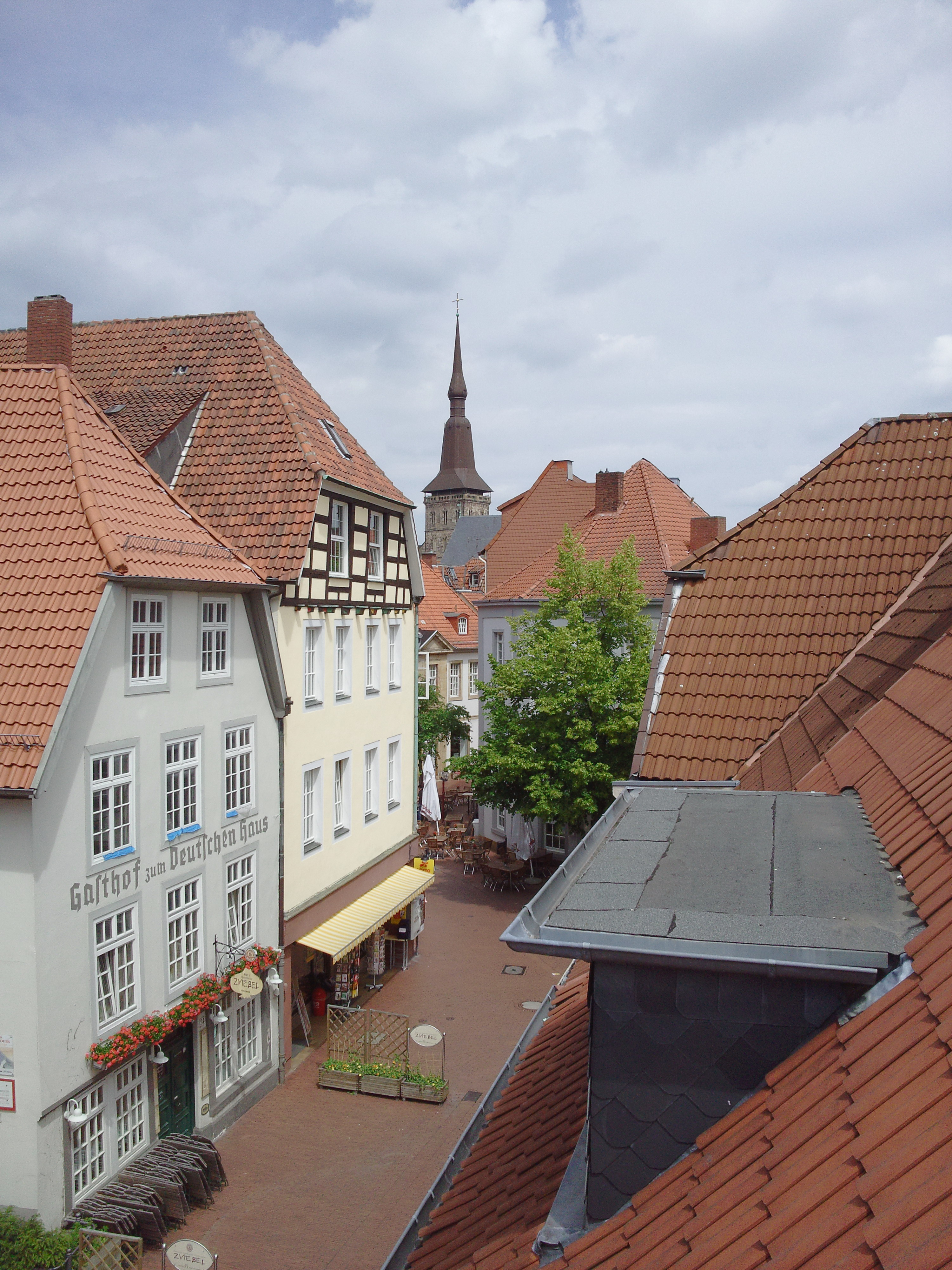
Blick vom Waterloo-Tor in das Heger-Tor-Viertel, im Hintergrund die Marienkirche

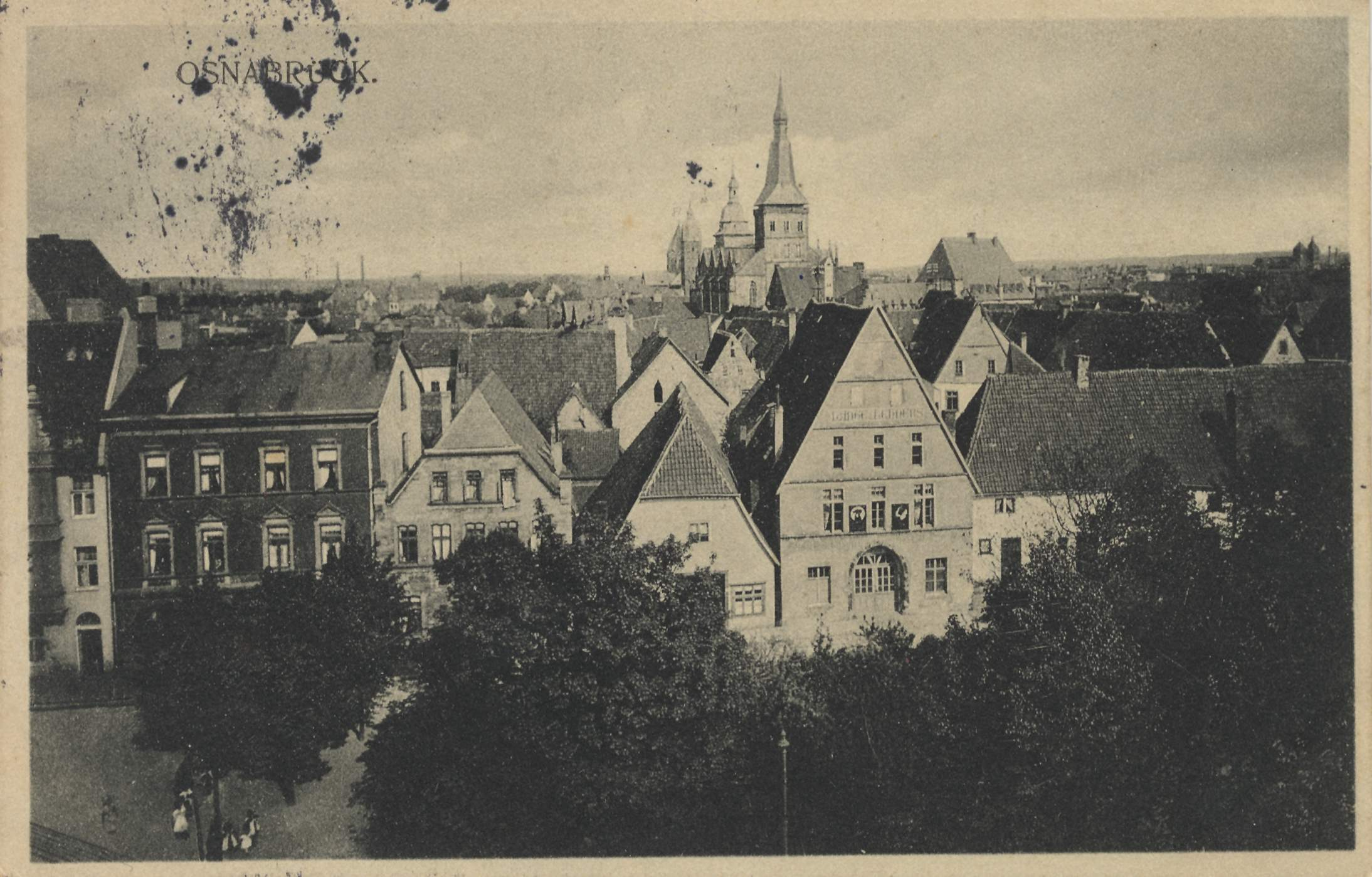
Blick über das Heger-Tor-Viertel auf die Marienkirche im Jahr 1915

Bis etwa zum 12. Jahrhundert lag der Bereich des Heger-Tor-Viertels außerhalb der Stadtbefestigung, die an seiner östlichen Grenze entlang der Bier- und Krahnstraße verlief. Mit dem weiteren Wachstum der Stadt und dem dadurch entstehenden Platzmangel innerhalb der sogenannten Binnenburg siedelten sich Menschen auch vermehrt im Bereich vor den Stadttoren an, wodurch die Butenburg entstand. Diese wurde später in die Stadtbefestigung integriert. Die Stadtmauer verlief danach an der heutigen westlichen Grenze des Heger-Tor-Viertels entlang der Straßen Bocks- und Rolandsmauer. Das Heger Tor bildete das westliche Stadttor und führte in die außerhalb liegende Heger Laischaft.
Die Stadtmauern sowie das eigentliche Heger Tor wurden im 19. Jahrhundert abgetragen, nur der Name ging im Volksmund auf das 1817 erbaute Kriegsdenkmal Waterloo-Tor über. Durch die Luftangriffe auf Osnabrück wurde das Heger-Tor-Viertel im Zweiten Weltkrieg nahezu vollständig zerstört, konnte aber im Zuge des Wiederaufbaus rekonstruiert werden.

## Bebauung

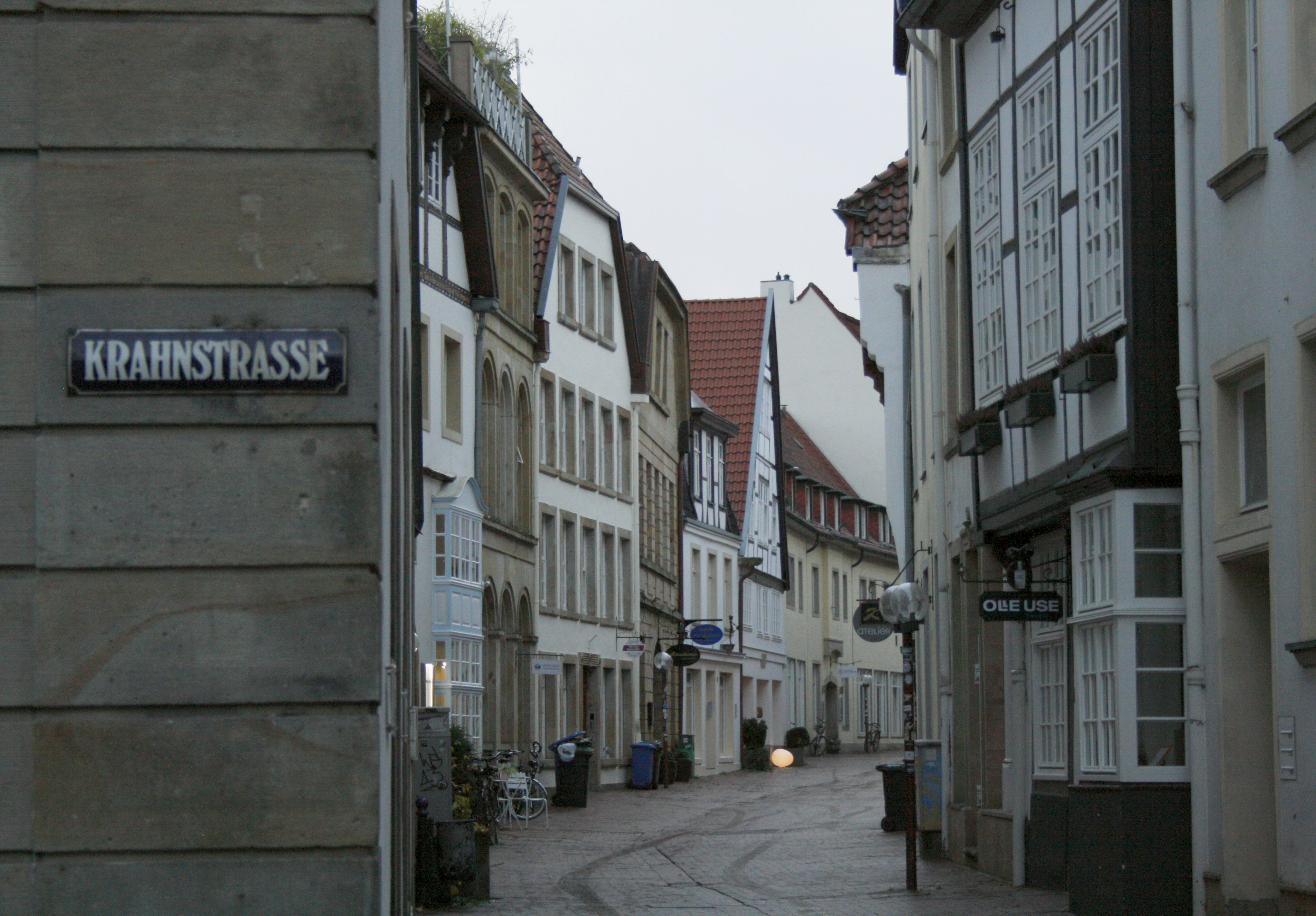
Blick in die Heger Straße mit der Kneipe „Olle Use“

Im Heger-Tor-Viertel sind rekonstruierte und erhaltene Fachwerkbauten sowie eine vergleichsweise große Zahl an Steinwerken zu finden. Die Straßenführung entspricht, wie auch die dichte und organisch gewachsene Bebauung, in weiten Teilen noch jener aus dem Mittelalter und der Frühen Neuzeit, wenn auch die einzelnen Gebäude teils jünger sind. Eine Ausnahme davon stellt die Bebauung entlang der Dielingerstraße dar; hier wurden die historischen Gebäude in der Nachkriegszeit abgerissen, um einen breiteren Straßenquerschnitt zu ermöglichen. Das markante rote Pflaster grenzt das Heger-Tor-Viertel von den umliegenden Bereichen ab. Die Gebäude entlang der Straßen Bocks- und Rolandsmauer, Heger Straße und Marienstraße sowie der nördlichen Krahnstraße stehen fast alle unter Denkmalschutz. Um den historischen Charakter der Bebauung zu erhalten, bestehen darüber hinaus ein Bebauungsplan, eine Erhaltungssatzung sowie eine Gestaltungssatzung für das Viertel. Markante Gebäude sind beispielsweise das 1690 erbaute Haus Walhalla, das 1790 erbaute Haus Lange, das im 19. Jahrhundert erbaute Haus Tenge sowie das Kulturzentrum Lagerhalle.

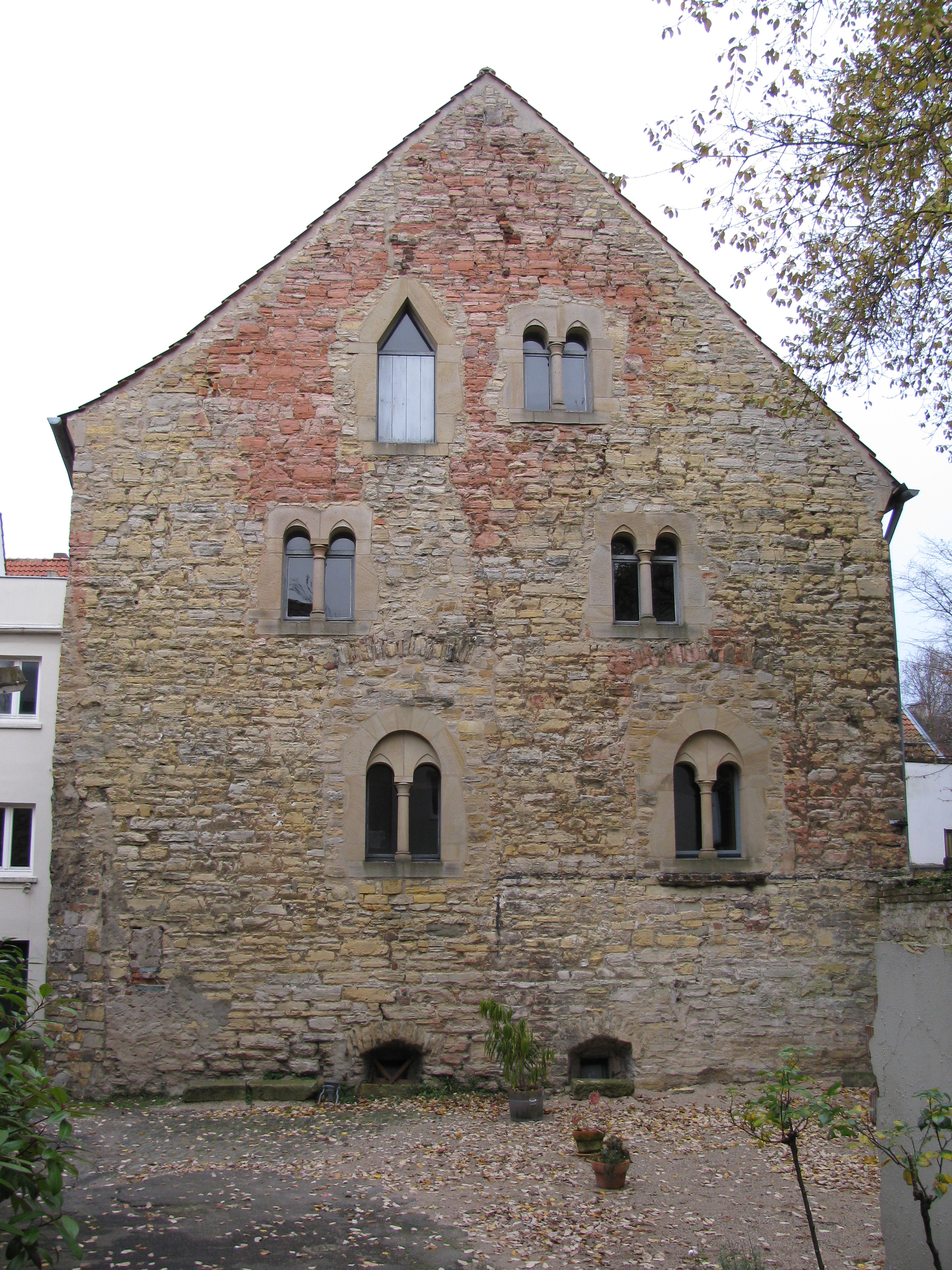
Steinwerk, erbaut ca. 1220 (Bierstr. 7)
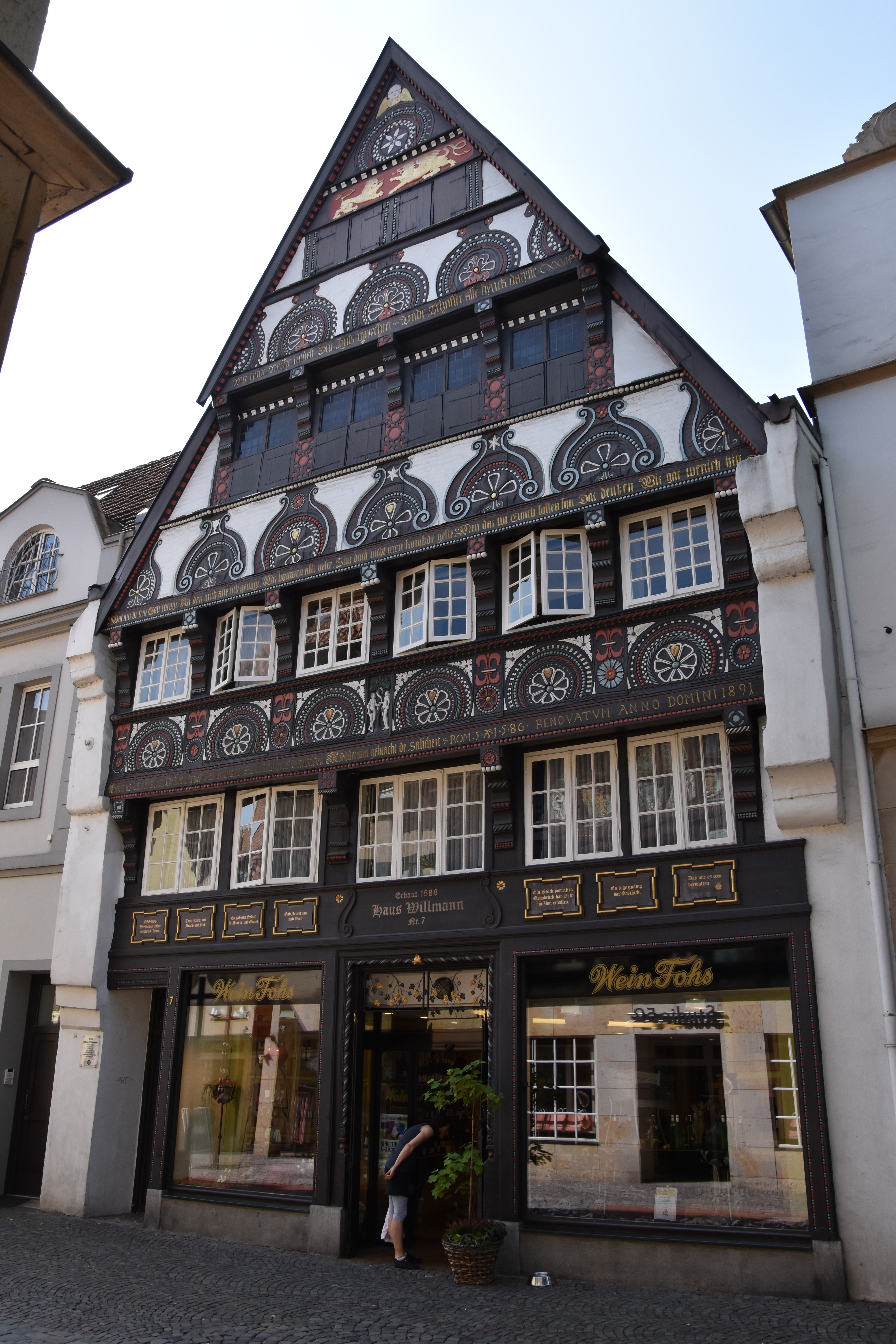
Haus Willmann, erbaut 1586 (Krahnstr. 7)
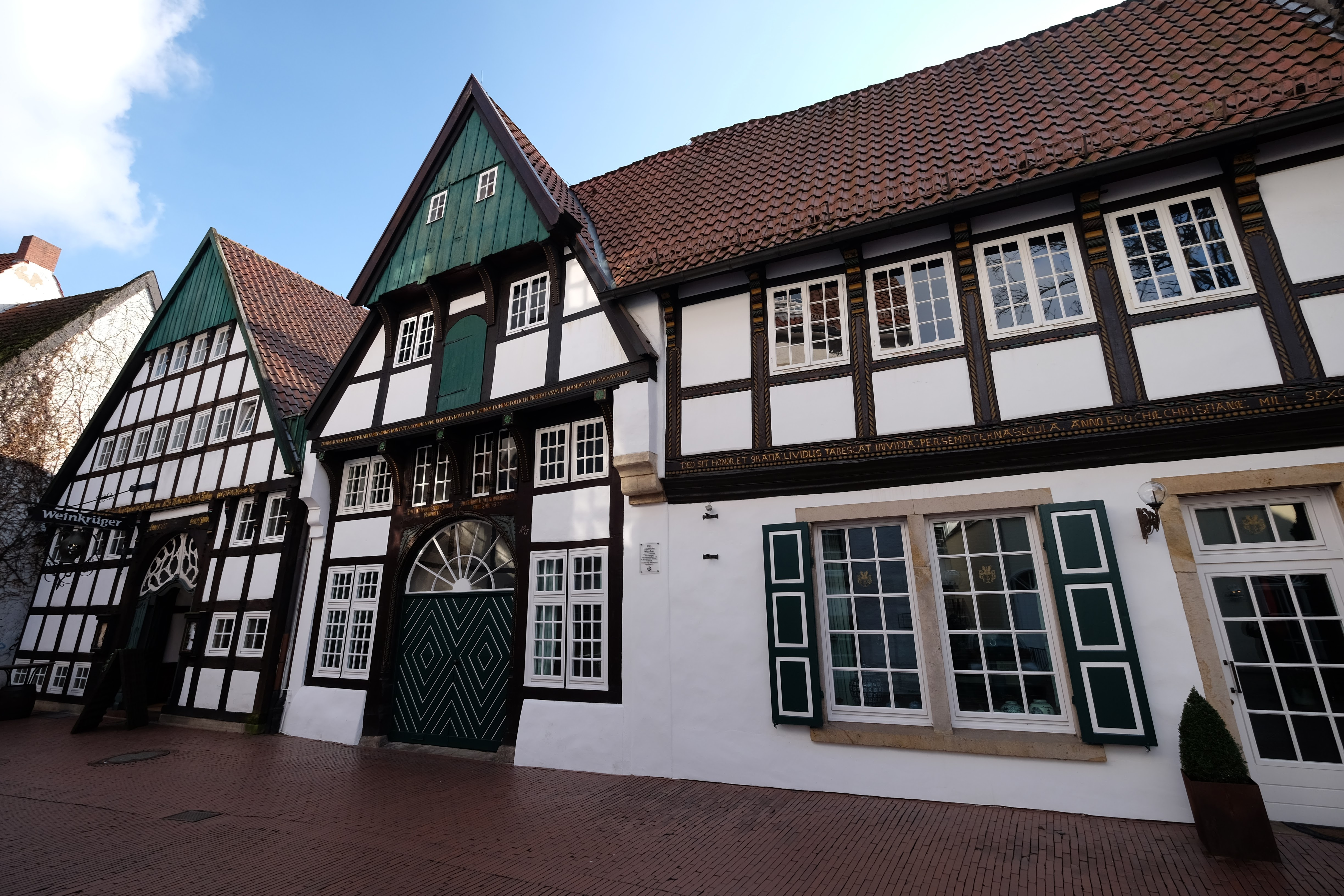
Fachwerkhäuser, erbaut im 16. (r.) und 18. Jahrhundert (l.) (Marienstr.)
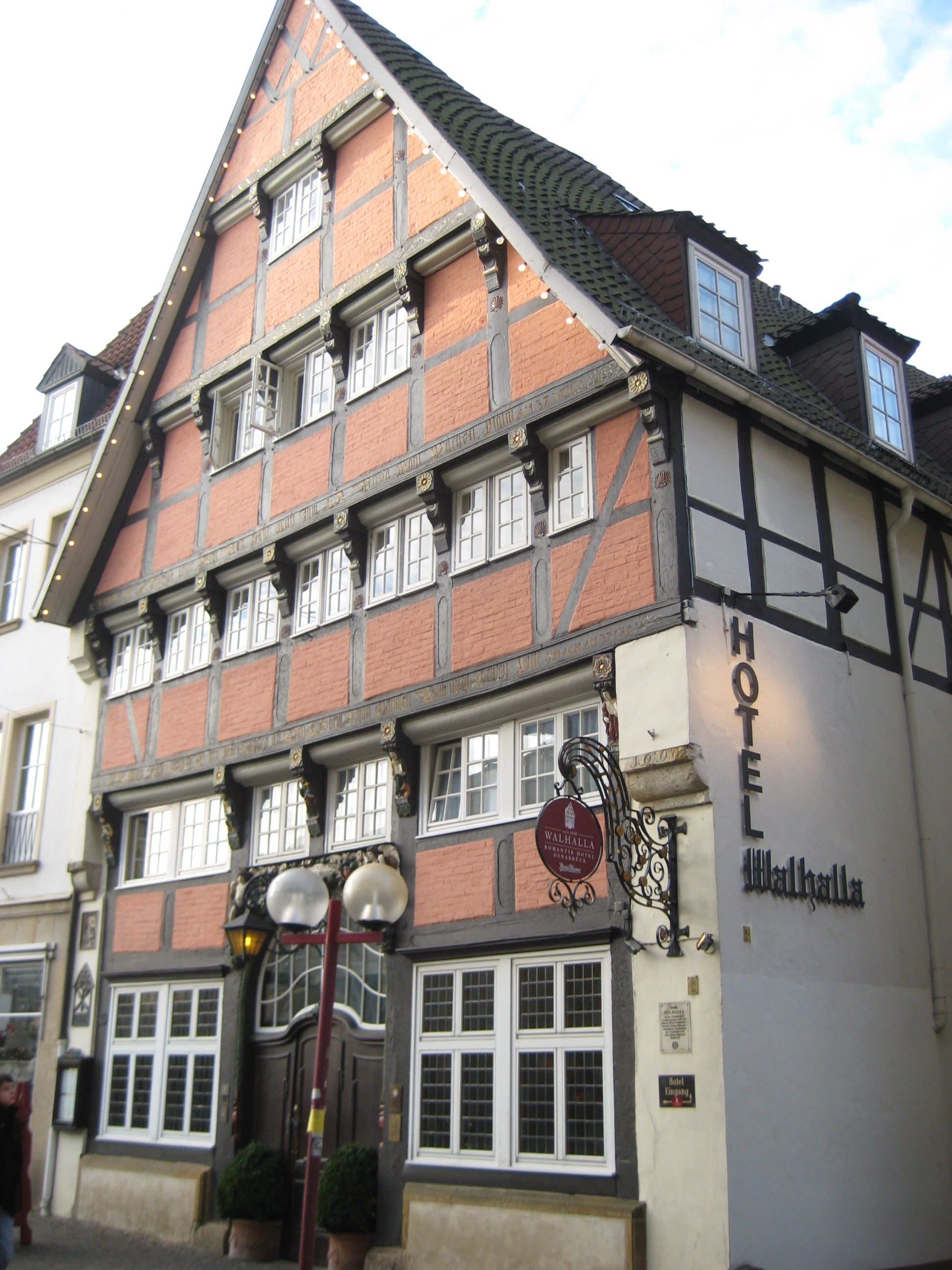
Haus Walhalla, erbaut 1690 (Bierstr. 24)
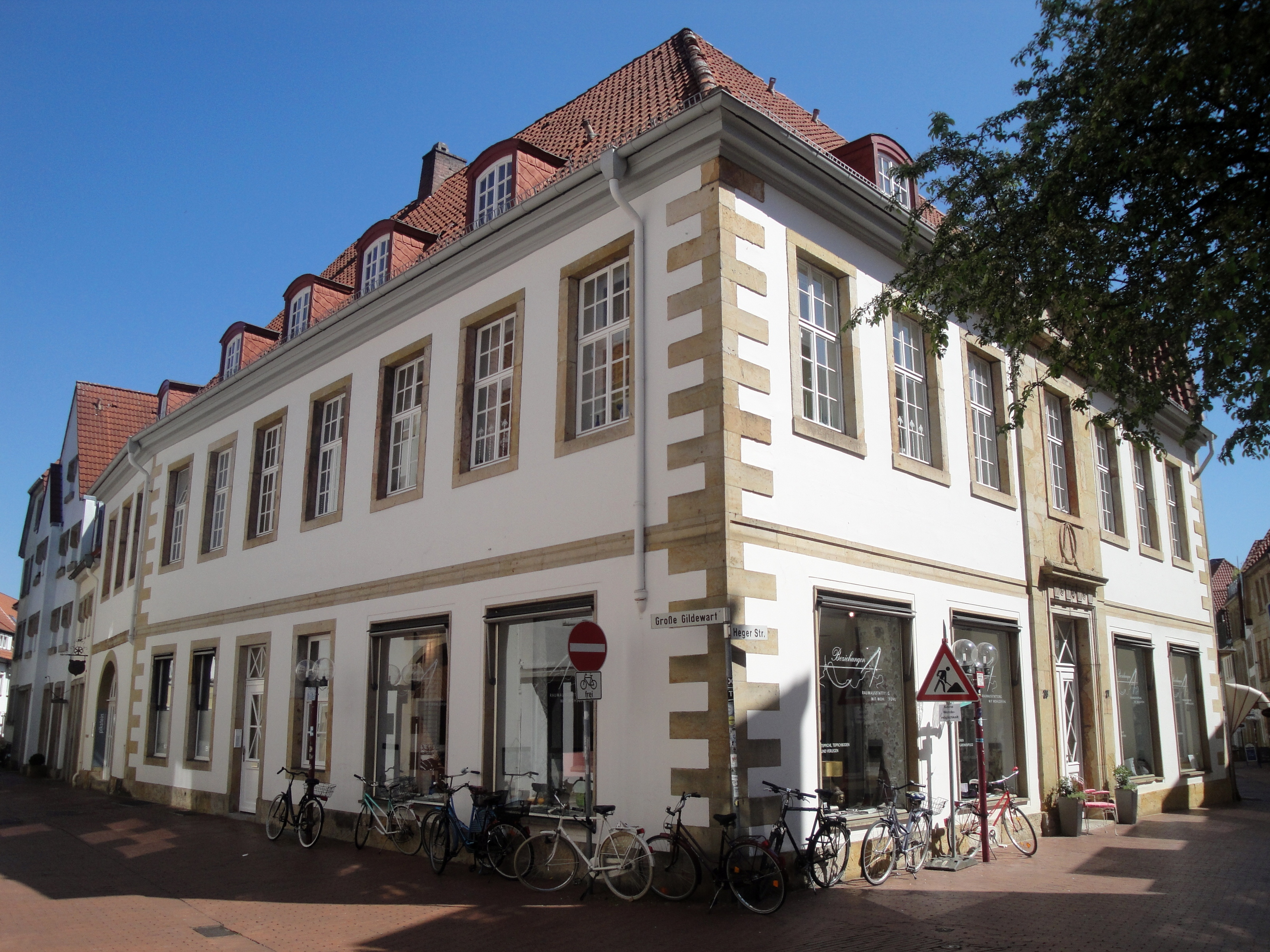
Haus Lange, erbaut 1790 (Heger Str. 27–28)
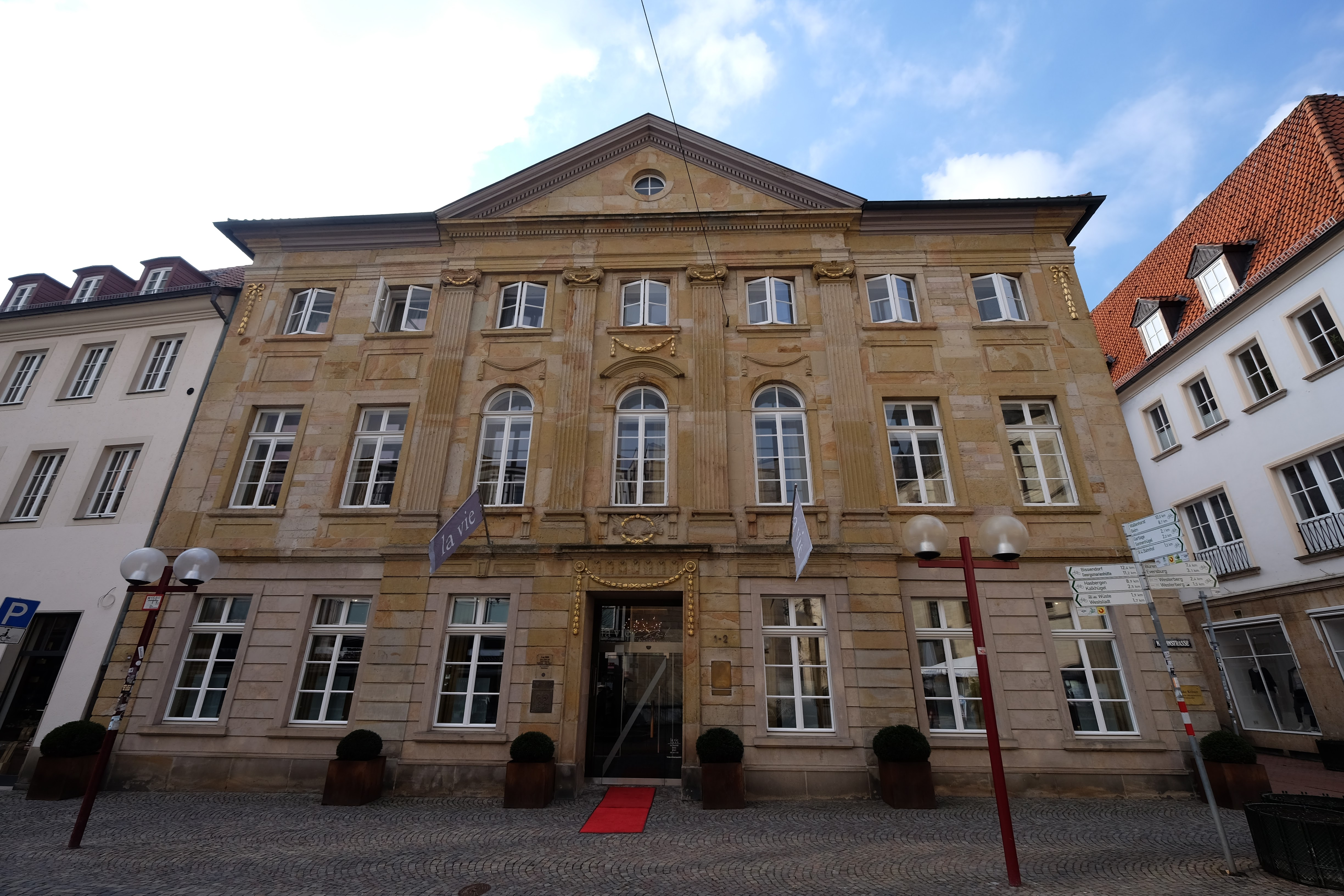
Haus Tenge, erbaut 1813–1814 (Krahnstr. 1–2)
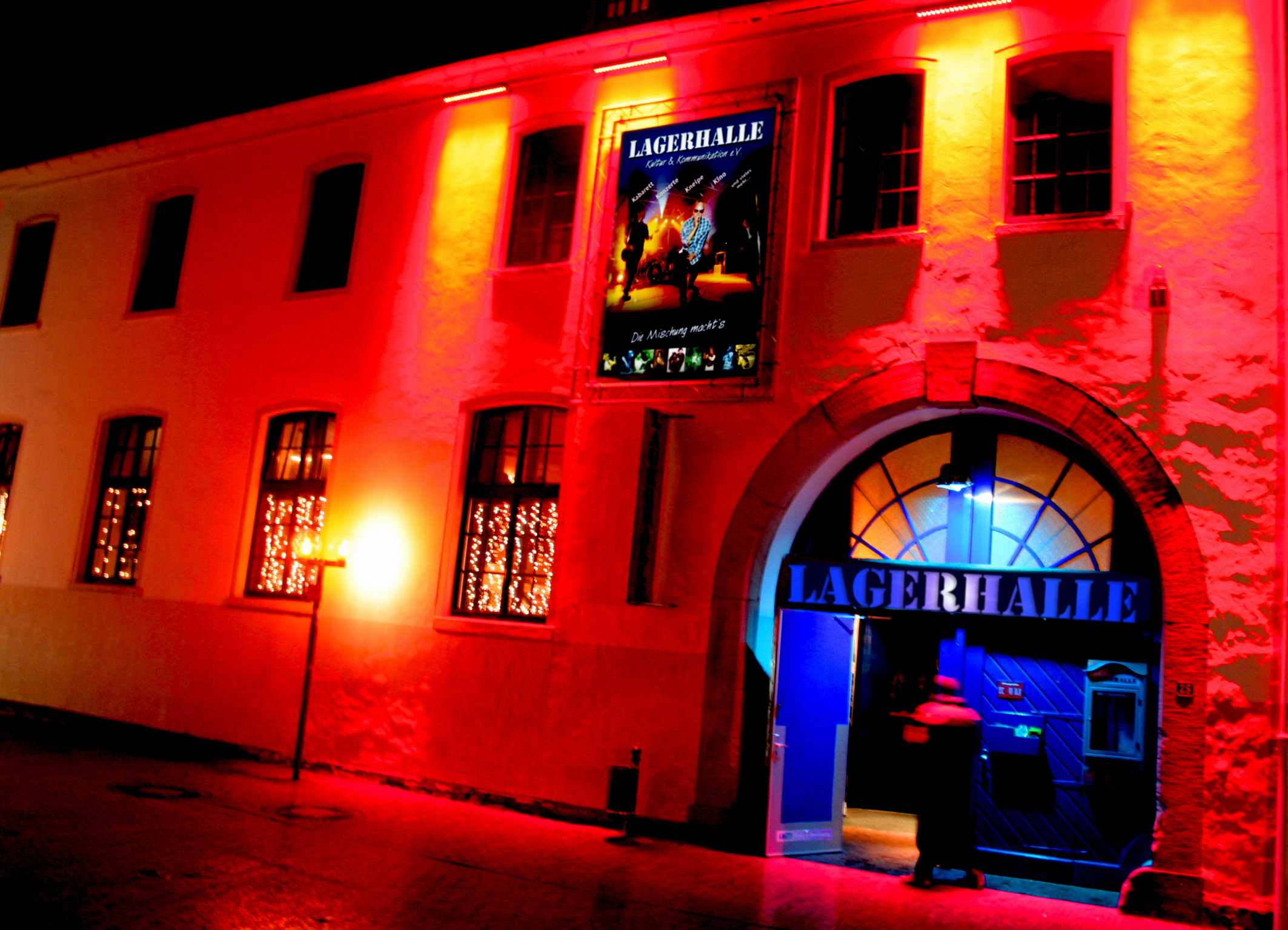
Kulturzentrum Lagerhalle bei Nacht (Rolandsmauer 26)